# Kakasd
Kakasd je vas na Madžarskem, ki upravno spada pod podregijo Bonyhádi Županije Tolna.